# قانون باسكال

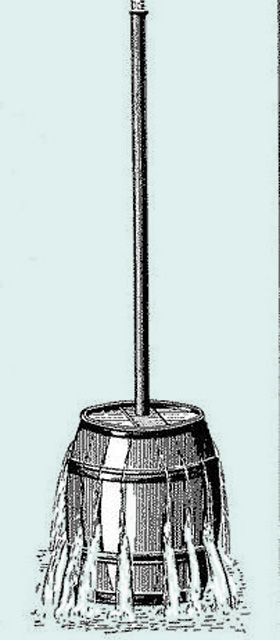

قانون باسكال هو أحد قوانين ميكانيكا الموائع صاغها العالم الفرنسي بليز باسكال بعد تجارب حول خصائص السوائل وتنص قاعدة باسكال على أن «الضغط الواقع على أي جزء من سائل محصور في وعاء مغلق ينتقل بكامله وبانتظام إلى جميع أجزاء السائل ويعمل في جميع الاتجاهات».
وقاعدة باسكال هي كذلك :
{\displaystyle P_{2}-P_{1}=-\rho g(h_{2}-h_{1})\,}
ويوضح مبدأ باسكال أن الزيادة في الضغط على سائل محصور والناتجة عن قوة خارجية تنتقل بالتساوي إلى جميع أجزاء السائل.

## تطبيقات
1. المكبس الهيدروليكي Hydrolic Press هو آلة تستخدم لمضاعفة القوة.
2. نظام الإيقاف الهيدروليكي.
3. المكبس الهيدروليكي حيث يستخدم في رفع السيارات
4. يستخدم المكبس الهيدروليكي لكبس بالات القطن.
5. الحفار الهيدروليكى
6. كرسى طبيب الاسنان
7. الفرامل الهيدروليكية للسيارة
8. بدلة الغواص على أعماق بعيدة في الماء